# Tamás Kiss (calciatore 2000)
Tamás Kiss (Győr, 24 novembre 2000) è un calciatore ungherese, attaccante del Wisła Cracovia.

## Caratteristiche tecniche
Ala molto rapida, brava nel controllo palla e abile nel dribbling, può essere schierato su entrambe le fasce. Per le sue caratteristiche è stato paragonato a Franck Ribéry.

## Carriera

### Club
Cresciuto nel settore giovanile dell'Haladás, ha esordito in prima squadra il 10 dicembre 2016, nella partita di campionato pareggiata per 1-1 contro il Fehérvár. Il 1º luglio 2018 passa alla Puskás Akadémia, con cui firma un triennale.

### Nazionale
Il 2 novembre 2021 viene convocato per la prima volta in nazionale maggiore, con cui esordisce 10 giorni dopo in occasione del successo per 4-0 contro San Marino.

## Statistiche

### Presenze e reti nei club
Statistiche aggiornate al 1º dicembre 2018.
| Stagione               | Squadra                | Campionato             | Campionato | Campionato | Coppe nazionali | Coppe nazionali | Coppe nazionali | Coppe continentali | Coppe continentali | Coppe continentali | Altre coppe | Altre coppe | Altre coppe | Totale | Totale | Totale |
| Stagione               | Squadra                | Comp                   | Pres       | Reti       | Comp            | Pres            | Reti            | Comp               | Pres               | Reti               | Comp        | Pres        | Reti        | Pres   | Reti   |        |
| ---------------------- | ---------------------- | ---------------------- | ---------- | ---------- | --------------- | --------------- | --------------- | ------------------ | ------------------ | ------------------ | ----------- | ----------- | ----------- | ------ | ------ | ------ |
| dic. 2016-2017         | Haladás                | NBI                    | 4          | 0          | MK              | 0               | 0               | -                  | -                  | -                  | -           | -           | -           | 4      | 0      |        |
| 2017-2018              | Haladás                | NBI                    | 12         | 4          | MK              | 0               | 0               | -                  | -                  | -                  | -           | -           | -           | 12     | 4      |        |
| Totale Haladás         | Totale Haladás         | Totale Haladás         | 16         | 4          |                 | 0               | 0               |                    | -                  | -                  |             | -           | -           | 16     | 4      |        |
| 2018-2019              | Puskás Akadémia        | NBI                    | 30         | 3          | MK              | 4               | 0               | -                  | -                  | -                  | -           | -           | -           | 34     | 3      |        |
| 2019-gen. 2020         | Puskás Akadémia        | NBI                    | 10         | 0          | MK              | 3               | 3               | -                  | -                  | -                  | -           | -           | -           | 13     | 3      |        |
| gen.-giu. 2020         | Diósgyőr               | NBI                    | 16         | 0          | -               | -               | -               | -                  | -                  | -                  | -           | -           | -           | 16     | 0      |        |
| 2020-2021              | Puskás Akadémia        | NBI                    | 32         | 3          | MK              | 3               | 1               | UEL                | 1                  | 0                  | -           | -           | -           | 36     | 4      |        |
| lug.-ago. 2021         | Puskás Akadémia        | NBI                    | 2          | 0          | -               | -               | -               | UECL               | 4                  | 0                  | -           | -           | -           | 6      | 0      |        |
| ago. 2021-2022         | Cambuur                | ED                     | 11         | 1          | CO              | 2               | 0               | -                  | -                  | -                  | -           | -           | -           | 13     | 1      |        |
| 2022-2023              | Puskás Akadémia        | NBI                    | 16         | 0          | MK              | 2               | 0               | UECL               | 2                  | 0                  | -           | -           | -           | 20     | 0      |        |
| Totale Puskás Akadémia | Totale Puskás Akadémia | Totale Puskás Akadémia | 90         | 6          |                 | 12              | 4               |                    | 7                  | 0                  |             | -           | -           | 109    | 10     |        |
| Totale carriera        | Totale carriera        | Totale carriera        | 133        | 11         |                 | 14              | 4               |                    | 7                  | 0                  |             | -           | -           | 154    | 15     |        |

### Cronologia presenze e reti in nazionale
| Cronologia completa delle presenze e delle reti in nazionale ― Ungheria | Cronologia completa delle presenze e delle reti in nazionale ― Ungheria | Cronologia completa delle presenze e delle reti in nazionale ― Ungheria | Cronologia completa delle presenze e delle reti in nazionale ― Ungheria | Cronologia completa delle presenze e delle reti in nazionale ― Ungheria | Cronologia completa delle presenze e delle reti in nazionale ― Ungheria | Cronologia completa delle presenze e delle reti in nazionale ― Ungheria | Cronologia completa delle presenze e delle reti in nazionale ― Ungheria |
| Data                                                                    | Città                                                                   | In casa                                                                 | Risultato                                                               | Ospiti                                                                  | Competizione                                                            | Reti                                                                    | Note                                                                    |
| ----------------------------------------------------------------------- | ----------------------------------------------------------------------- | ----------------------------------------------------------------------- | ----------------------------------------------------------------------- | ----------------------------------------------------------------------- | ----------------------------------------------------------------------- | ----------------------------------------------------------------------- | ----------------------------------------------------------------------- |
| 12-11-2021                                                              | Budapest                                                                | Ungheria                                                                | 4 – 0                                                                   | San Marino                                                              | Qual. Mondiali 2022                                                     | -                                                                       | 73’                                                                     |
| 15-11-2021                                                              | Varsavia                                                                | Polonia                                                                 | 1 – 2                                                                   | Ungheria                                                                | Qual. Mondiali 2022                                                     | -                                                                       | 72’                                                                     |
| Totale                                                                  |                                                                         | Presenze                                                                | 2                                                                       |                                                                         | Reti                                                                    | 0                                                                       |                                                                         |